# جیحون ییلماز
جیحون ییلماز (انگلیسی: Ceyhun Yılmaz؛ زادهٔ ۵ اکتبر ۱۹۷۶) کمدین، بازیگر، صداپیشه، مجری تلویزیون، شاعر اهل ترکیه است. وی از سال ۱۹۹۵ میلادی تاکنون مشغول فعالیت بوده‌است.